# جیمی گلازرد
جیمی گلازِرد (انگلیسی: Jimmy Glazzard; ۲۳ آوریل ۱۹۲۳ – ۱۹۹۵) بازیکن فوتبال اهل انگلستان بود.
از باشگاه‌هایی که در آن بازی کرده‌است می‌توان به باشگاه فوتبال اورتون، باشگاه فوتبال منزفیلد تاون، و باشگاه فوتبال هادرزفیلد تاون اشاره کرد.